# Thẩm mỹ viện (phim truyền hình)
Thẩm mỹ viện là một bộ phim truyền hình được thực hiện bởi M&T Pictures do Đinh Đức Liêm làm đạo diễn. Phim phát sóng vào lúc 18h00 từ thứ 5, 6, 7 hàng tuần bắt đầu từ ngày 21 tháng 5 năm 2010 và kết thúc vào ngày 20 tháng 8 năm 2010 trên kênh HTV9.

## Nội dung
Thẩm mỹ viện xoay quanh câu chuyện về một nhóm bạn gòm Thành Đạt (Thanh Thức), Bửu Điền (Thanh Hải), Bạch Trang (Ngọc Lan), Tuấn Mai (Quốc Thuận), Ái Lan (Phi Thanh Vân) cùng học chung ở trường y. Họ xuất thân giàu nghèo khác nhau, quê quán cũng khác nhau nhưng có chung niềm đam mê về ngành y.

## Diễn viên
- Phi Thanh Vân trong vai Ái Lan[7]
- Thanh Thức trong vai Thành Đạt
- Ngọc Lan trong vai Bạch Trang
- Quốc Thuận trong vai Tuấn Mai[8]
- Thùy Trang trong vai Tuyết Lê
- Thanh Hải trong vai Bửu Điền[9]
- Minh Thảo trong vai Út Mơ
- Thanh Duy trong vai Hoàng Thái
- Thu Phương trong vai Xuyến
- Minh Trí trong vai Đại Toàn

Cùng một số diễn viên khác....

## Ca khúc trong phim
- Em ơi em

Sáng tác: Nguyễn Đức Trung
Thể hiện: Miên Thảo
- Em yêu mãi đẹp

Sáng tác: Nguyễn Đức Trung
Thể hiện: Nhóm Titi Kids

## Giải thưởng
| Năm  | Giải thưởng   | Hạng mục                 | (Người) đề cử | Kết quả | Tham khảo     |
| ---- | ------------- | ------------------------ | ------------- | ------- | ------------- |
| 2010 | Giải Mai Vàng | Nữ diễn viên truyền hình | Phi Thanh Vân | Đề cử   | [ 10 ] [ 11 ] |